# Beulah (Australia)
Beulah – miasto w Australii, w stanie Wiktoria.